# Christopher Mintz-Plasse
Pour les articles homonymes, voir Mintz et Plasse.
Christopher Mintz-Plasse est un acteur américain né le 20 juin 1989 à Los Angeles. Il est principalement connu pour son rôle de Fogell alias McLovin dans la comédie SuperGrave, sortie en 2007, avec Jonah Hill et Michael Cera.
En 2009, il joue dans Les Grands Frères, réalisé par David Wain, avec Paul Rudd et Seann William Scott. Puis dans une autre comédie, L'An 1 : Des débuts difficiles (Year One) de Harold Ramis. En 2010, il joue le rôle de Red Mist dans le film de super-héros Kick-Ass de Matthew Vaughn, adapté du comic du même nom. Il apparaît également dans le clip de Erase Me de Kid Cudi, aux côtés de Clark Duke qui joue également dans Kick-Ass.
En 2012, il joue dans la web-série The Far Cry Experience tiré du jeu vidéo Far Cry 3. Il joue aussi dans un groupe appelé The Young Rapscallions aux côtés de Taylor Messersmith, Jonathan Sanders et Nick Chamian. En 2015, il apparaît dans le clip de Kodaline :  Ready et dans le clip d'Alison Wonderland :  U Don't Know.
En juillet 2024, il apparaît dans le court métrage publicitaire "The Underdogs: OOO (Out Of Office)" d'Apple.

## Filmographie

### Cinéma
- 2007 : SuperGrave (Superbad) de Greg Mottola : Fogell / McLovin
- 2009 : L'An 1 : Des débuts difficiles (Year One) de Harold Ramis : Isaac
- 2009 : Les Grands Frères (Role Models) de David Wain : Augie
- 2010 : Kick-Ass de Matthew Vaughn : Chris D'Amico / Red Mist
- 2011 : Fright Night de Craig Gillespie : Ed Lee
- 2012 : The Hit Girls (Pitch Perfect) de Jason Moore : Tommy
- 2013 : Kick-Ass 2 de Jeff Wadlow : Chris D'Amico / The Mother Fucker
- 2013 : My Movie Project (Movie 43) - segment "Middleschool Date" d'Elizabeth Banks : Mikey
- 2013 : Tag de Danny Roth
- 2013 : C'est la fin (This Is The End) de Seth Rogen et Evan Goldberg : lui-même
- 2013 : The Sex List de Maggie Carey : Duffy
- 2014 : Nos pires voisins (Neighbors) de Nicholas Stoller : Scoonie
- 2016 : Nos pires voisins 2 (Neighbors) de Nicholas Stoller : Scoonie
- 2016 : Les Trolls (Trolls) de Mike Mitchell et Walt Dohrn : prince Gristle (voix)
- 2017 : The Disaster Artist de James Franco : Sid
- 2020 : Promising Young Woman d'Emerald Fennell
- 2022 : Honor Society de Oran Zegman : Mr. Calvin

### Télévision
- 2010 : Party Down (série TV) - Saison 2, épisode 5 : Kent
- 2016 : Flaked (Série) : Topher

### Web-série
- 2012 : The Far Cry Experience : lui-même

## Doublage
- 2010 : Dragons (How To Train Your Dragon) de Dean DeBlois et Chris Sanders : Fishlegs
- 2010 : Marmaduke de Tom Dey : Giuseppe
- 2012 : L'Étrange pouvoir de Norman de Sam Fell et Chris Butler : Alvin
- 2013 : Dragons 2 : Fishlegs

## Voix françaises
| En France - Nathanel Alimi dans : - Harold et la légende du Pikpoketos (voix) - Dragons (voix) - Le Livre des Dragons (voix) - Dragons: Gift of the Night Fury (voix) - L'Etrange pouvoir de Norman (voix) - The Hit Girls - Dragons : Cavaliers de Beurk (voix) - Dragons: Dawn of the Dragon Racers (voix) - Dragons 2 (voix) - Dragons : Par delà les rives (voix) - Dragons 3 : Le Monde caché (voix) - Maxime Baudouin dans : - Kick-Ass - Kick-Ass 2 - Nos pires voisins - Nos pires voisins 2 - Promising Young Woman | - Arthur Pestel dans : - SuperGrave - Les Grands Frères et aussi - Paolo Domingo dans L'An 1 : des débuts difficiles - Hervé Rey dans Marmaduke (voix) - Yoann Sover dans Fright Night - Pascal Grull dans My Movie Project - Hugo Brunswick dans C'est la fin - Antoine Schoumsky dans The Great Indoors (série télévisée) - Ilias Mettioui dans Flaked (série télévisée) - Gabriel Bismuth-Bienaimé dans Les Trolls (voix) |